# Фрумери, Гуннар де
Пер Гу́ннар Фре́дрик де Фру́мери (швед. Per Gunnar Fredrik de Frumerie; 20 июля 1908, Накка, лен Стокгольм, Швеция — 9 сентября 1987, Тебю, лен Стокгольм, Швеция) — шведский композитор, пианист и педагог.

## Биография
Родился в известной семье Фрумери. Учился у Эмиля Зауэра, Альфреда Корто (фортепиано). С 1923 по 1928 год учился в Королевской высшей музыкальной школе в Стокгольме. На творчество композитора повлияли импрессионизм, романтизм и неоклассицизм. Считается одним из ведущих шведских композиторов XX столетия. В 1945—1974 годах преподавал в Высшей музыкальной школе в Стокгольме, с 1962 — профессор. Часто обращался к шведскому музыкальному фольклору; писал песни и романсы.

## Сочинения
- опера «Сингоалла» / Singoalla (1940, Стокгольм)
- балет «Иванова ночь» /  (1948, Стокгольм)
- «Отче наш» для солистов, хора, оркестра и органа /  (1945, Стокгольм)
- вокальный цикл «Песни сердца» /  (1942)
- «Данте» для двух скрипок и оркестра /  Dante (1977), Op.76
- 3-й концерт для фортепиано с оркестром (1929)
- «Сюита в старинном стиле» для камерного оркестра (1930)
- «Пасторальная сюита» для фортепиано и струнного оркестра (1941)
- фортепианное трио № 2 (1952)
- симфонические вариации (1941)
- концерт для валторна с оркестром (1972)